# Flughafen Lənkəran

i8
i11
i13
Der Flughafen Lenkeran (aserbaidschanisch Lənkəran Hava Limanı, IATA-Code: LLK, ICAO-Code: UBBL) ist ein internationaler Flughafen nahe der Stadt Lənkəran in Aserbaidschan. Der Flughafen wird sowohl militärisch, aber hauptsächlich zivil genutzt.

## Geschichte
Der Flughafen Lenkeran nahm den Betrieb im Jahr 1930 auf. Damals war der Flughafen neben dem Campus der Staatlichen Universität Lenkeran und hatte eine Größe von 40 Hektar.
2005 startete man ein umfangreiches Modernisierungsprogramm mit dem Ziel, den Flughafen abzureißen und an einer etwas anderen Stelle neu zu bauen. Dafür erhielt das türkische Unternehmen Zema den Zuschlag. 2008 wurde das neue Terminal sowie die dazugehörige Infrastruktur eingeweiht. Die Kosten beliefen sich auf 51,1 Millionen US-Dollar.
Der Flughafen verfügt über ein Fluggastgebäude, welches über zahlreiche Einrichtungen wie Arztzimmer, Visa- und Passkontrollstellen, VIP-Lounges, Sicherheitskontrollen, Ticketverkaufsschalter, Check-in-Schalter, Toiletten und einem Gepäckband verfügt.

## Fluggesellschaften und Ziele
| Fluggesellschaft    | Zielflughäfen                                |
| ------------------- | -------------------------------------------- |
| Azerbaijan Airlines | Baku-Heydər Əliyev                           |
| Nordwind Airlines   | Moskau-Scheremetyevo, St. Petersburg-Pulkowo |
| Ural Airlines       | Moskau-Domodedovo                            |